# Форбак (кантон)
Форба́к (фр. Forbach, fɔʁ'bak) — кантон во Франции, в регионе Эльзас — Шампань — Арденны — Лотарингия, департамент Мозель, округ Форбак — Буле-Мозель. До марта 2015 года кантон административно входил в состав упразднённого округа Форбак.
Численность населения кантона в 2007 году составляла 21 801 человек. Код INSEE кантона — 57 12. С марта 2015 года код INSEE — 57 08, в составе кантона 7 коммун, суммарная численность населения кантона — 40 446 человек (2013), административный центр — коммуна Форбак (супрефектура округа Форбак — Буле-Мозель).

## Коммуны кантона
До марта 2015 года в составе кантона единственная коммуна:
| Код INSEE | Коммуна | Французское название | Население (2013) | Почтовый индекс |
| --------- | ------- | -------------------- | ---------------- | --------------- |
| 57227     | Форбак  | Forbach              | 21 596           | 57600           |